# Atletica leggera ai Giochi della XX Olimpiade - Lancio del giavellotto femminile
Il lancio del giavellotto ha fatto parte del programma femminile di atletica leggera ai Giochi della XX Olimpiade. La competizione si è svolta nei giorni 31 agosto-1º settembre 1972 allo Stadio olimpico di Monaco.

## Presenze ed assenze delle campionesse in carica
| Competizione      | Atleta           | Prestazione | Monaco 1972 |
| ----------------- | ---------------- | ----------- | ----------- |
| Olimpiadi 1968    | Angéla Németh    | 60,36 m     | Presente    |
| Commonwealth 1970 | Petra Rivers     | 52,00 m     | Assente     |
| Asiatici 1970     | Nobuko Morita    | 49,84 m     | Non qual.   |
| Panamericani 1971 | Tomasa Núñez     | 54,02 m     | [ E 1 ]     |
| Europei 1971      | Daniela Jaworska | 61,00 m     | Presente    |

Durante la stagione la tedesca Est Ruth Fuchs stabilisce il nuovo record del mondo con 65,06 m.
1. ↑  La nazione caraibica porta a Monaco solo le componenti della staffetta 4x100 m.

## Risultati

### Turno eliminatorio
Qualificazione54,00 m
Dieci atlete ottengono la misura richiesta. Ad esse sono aggiunti i 2 migliori lanci, fino a 53,62 m.

La miglior prestazione appartiene a Ruth Fuchs (Germania Est) con 60,88 (unica oltre i 60 metri).

La campionessa olimpica in carica, Angela Nemeth, fallisce clamorosamente la qualificazione; non accede alla finale neanche la campionessa europea Jaworska.
| Pos. | Atleta             | Nazione          | Prove | Prove | Prove | Misura | Note |
| Pos. | Atleta             | Nazione          | 1ª    | 2ª    | 3ª    | Misura | Note |
| ---- | ------------------ | ---------------- | ----- | ----- | ----- | ------ | ---- |
| 1    | Ruth Fuchs         | Germania Est     | n     | 60,88 | -     | 60,88  | Q    |
| 2    | Jacqueline Todten  | Germania Est     | 59,62 | -     | -     | 59,62  | Q    |
| 3    | Kate Schmidt       | Stati Uniti      | 52,26 | 58,84 | -     | 58,84  | Q    |
| 4    | Nataša Urbančič    | Jugoslavia       | 57,02 | -     | -     | 57,02  | Q    |
| 5    | Mária Kucserka     | Ungheria         | 56,72 | -     | -     | 56,72  | Q    |
| 6    | Lyuba Mollova      | Bulgaria         | 56,30 | -     | -     | 56,30  | Q    |
| 7    | Eva Janko          | Austria          | 56,18 | -     | -     | 56,18  | Q    |
| 8    | Svetlana Korolyova | Unione Sovietica | 55,90 | -     | -     | 55,90  | Q    |
| 9    | Anneliese Gerhards | Germania Ovest   | 55,24 | -     | -     | 55,24  | Q    |
| 10   | Ileana Zörgö       | Romania          | 54,34 | -     | -     | 54,34  | Q    |
| 11   | Ewa Gryziecka      | Polonia          | 53,68 | n     | 51,56 | 53,68  | q    |
| 12   | Magda Paulányi     | Ungheria         | 53,62 | 52,78 | 52,78 | 53,62  | q    |
| 13   | Angéla Németh      | Ungheria         | 53,48 | n     | 51,40 | 53,48  |      |
| 14   | Daniela Jaworska   | Polonia          | 44,68 | 52,40 | 50,16 | 52,40  |      |
| 15   | Sherry Calvert     | Stati Uniti      | n     | 51,38 | 51,00 | 51,38  |      |
| 16   | Nina Marakina      | Unione Sovietica | 51,06 | 41,64 | n     | 51,06  |      |
| 17   | Marion Becker      | Romania          | n     | 48,70 | 50,74 | 50,74  |      |
| 18   | Amelie Koloska     | Germania Ovest   | 48,42 | n     | n     | 48,42  |      |
| 19   | Roberta Brown      | Stati Uniti      | n     | 47,88 | n     | 47,88  |      |

### Finale
Il compito è ancora più facile per la tedesca est Ruth Fuchs, primatista mondiale, che inizia la gara con tranquillità e poi piazza la botta vincente al quinto tentativo. Vince con il nuovo record olimpico.
| Pos.    | Atleta             | Età | Nazione          | Prove | Prove | Prove | Prove                       | Prove                       | Prove                       | Misura | Note            |
| Pos.    | Atleta             | Età | Nazione          | 1ª    | 2ª    | 3ª    | 4ª                          | 5ª                          | 6ª                          | Misura | Note            |
| ------- | ------------------ | --- | ---------------- | ----- | ----- | ----- | --------------------------- | --------------------------- | --------------------------- | ------ | --------------- |
| Oro     | Ruth Fuchs         | 25  | Germania Est     | 57,44 | 60,20 | 50,20 | 61,16                       | 63,88                       | 61,16                       | 63,88  | Record olimpico |
| Argento | Jacqueline Todten  | 18  | Germania Est     | n     | 55,44 | 57,18 | 59,70                       | 56,92                       | 59,70                       | 59,70  |                 |
| Bronzo  | Kate Schmidt       | 18  | Stati Uniti      | 59,94 | 58,32 | 59,84 | n                           | 48,80                       | n                           | 59,94  |                 |
| 4       | Lyuba Mollova      | 24  | Bulgaria         | 56,46 | 59,36 | 55,10 | n                           | 56,00                       | n                           | 59,36  |                 |
| 5       | Nataša Urbančič    | 26  | Jugoslavia       | n     | n     | 56,48 | 56,38                       | 59,06                       | 56,38                       | 59,06  |                 |
| 6       | Eva Janko          | 27  | Austria          | n     | 58,50 | n     | n                           | 58,56                       | n                           | 58,56  |                 |
| 7       | Ewa Gryziecka      | 24  | Polonia          | 44,40 | 47,34 | 57,00 | 55,88                       | 54,86                       | 55,88                       | 57,00  |                 |
| 8       | Svetlana Korolyova | 25  | Unione Sovietica | 56,30 | 55,08 | n     | n                           | 56,36                       | n                           | 56,36  |                 |
| 9       | Anneliese Gerhards | 37  | Germania Ovest   | 54,84 | 55,84 | 54,72 | Non ammesse ai lanci finali | Non ammesse ai lanci finali | Non ammesse ai lanci finali | 55,84  |                 |
| 10      | Mária Kucserka     | 20  | Ungheria         | n     | n     | 54,40 | Non ammesse ai lanci finali | Non ammesse ai lanci finali | Non ammesse ai lanci finali | 54,40  |                 |
| 11      | Magda Paulányi     | 27  | Ungheria         | n     | n     | 52,36 | Non ammesse ai lanci finali | Non ammesse ai lanci finali | Non ammesse ai lanci finali | 52,36  |                 |
| -       | Ileana Zörgö       | 17  | Romania          | n     | n     | n     | Non ammesse ai lanci finali | Non ammesse ai lanci finali | Non ammesse ai lanci finali | NM     |                 |